# Mister Monde 2007

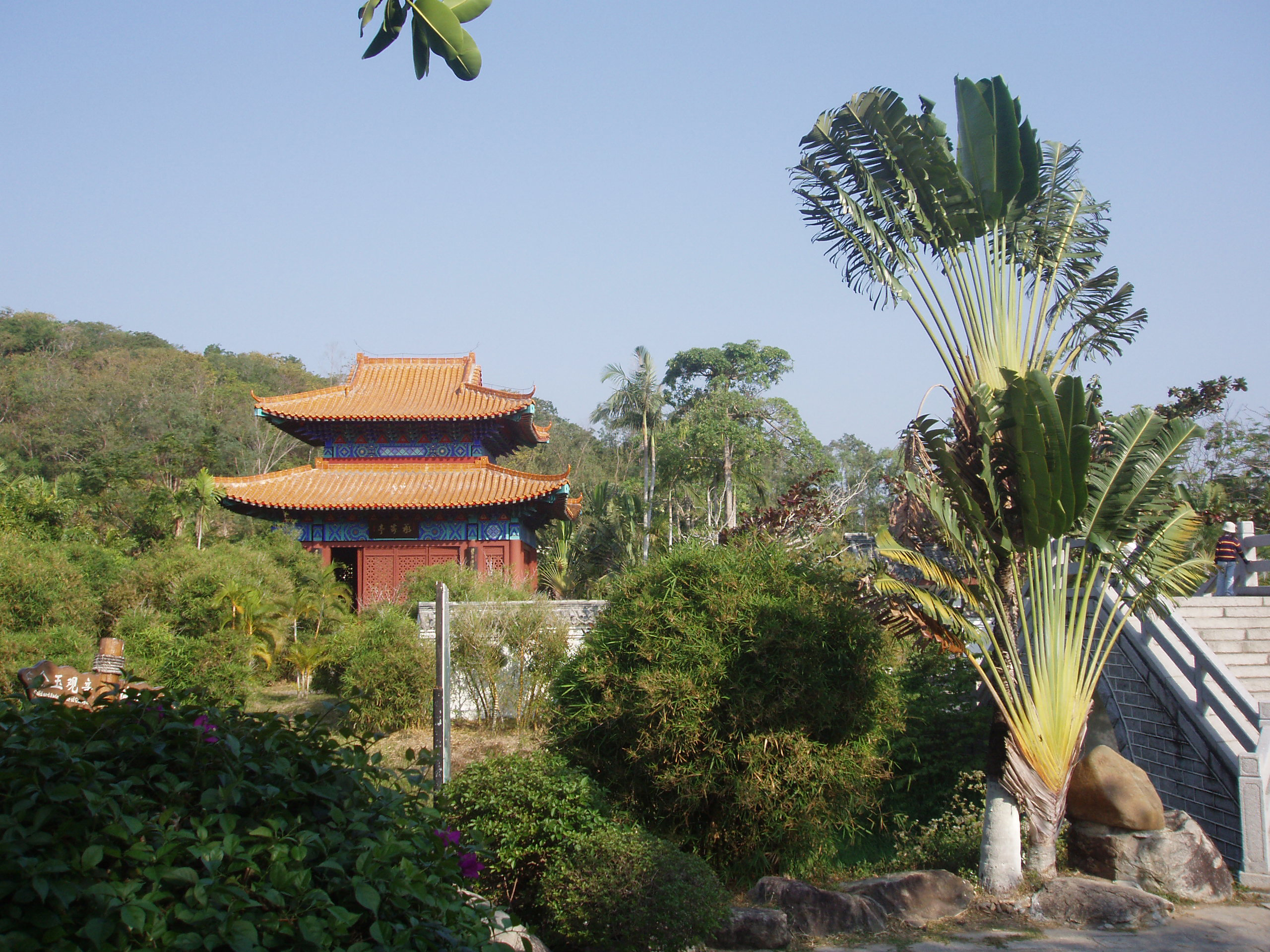
Temple de Sanya

Mister Monde 2007 est le cinquième concours de beauté masculine mondiale Mister Monde.
Il a été remporté par l'Espagnol Juan Garcia Postigo. L'élection eu lieu à Sanya (en Chine).

## Résultats
| Classement        | Candidats |
| ----------------- | --- |
| Mister Monde 2007 | - Espagne - Juan García Postigo |
| 1er dauphin       | - Brésil - Lucas Gil |
| 2d dauphin        | - Chine - Lejun Tony Jiang |
| Finalistes        | - Chili - Patricio Laguna - Costa Rica - Alonso Fernandez Alvarez |
| Semi-finalistes   | - Autriche - Matthias Thaler - Inde - Kawaljit Anand Singh - Liban - Anthony Hakim - Nigeria - Ikenna Bryan Okwara - Porto Rico - Romeo Quiñones - Afrique du Sud - Dieter Voigt - Ukraine - Ievgen Dudin |

## Participants
| Albanie - Ervin Pepaj - Europe du Sud Australie - Harley Von Moger - Asie Pacifique Autriche - Matthias Thaler - Europe du Nord Bahamas - Metellus Chipman - Antilles Barbade - Fabian McDowald - Antilles Belgique - Matthew Phillips - Europe du Nord Bolivie - Julio Cesar Aguilera - Amérique Centrale Bosnie-Herzégovine - Nebojša Malešević - Europe du Sud Brésil - Lucas Gil - Amérique du Sud Bulgarie - Georgi Zhekov - Europe du Sud Canada - Darren Storsley - Amérique Chili - Patricio Laguna - Amérique du Sud Chine - Lejun Tony Jiang - Asie Pacifique Colombie - Adrian Bernal Gonzalez - Amériques Costa Rica - Alonso Fernández Álvarez - Amériques Curaçao - Henry Romero - Antilles Danemark - Brian Nonbo - Europe du Nord République dominicaine - Johaney Albor - Antilles Égypte - Omar Awad - Afrique du Nord | Angleterre - Warren Harvey - Europe du Nord Allemagne - Mark Wilke - Europe du Nord Grèce - Nikitas Giannakos - Europe du Sud Guadeloupe - Siegfried Ventadour - Antilles Hong Kong - François Huynh - Asie Pacifique Islande - Jon Gunnlaugur Viggosson - Europe du Nord Inde - Kawaljit Anand Singh - Asie Pacifique Irlande - Simon Hales - Europe du Nord Italie - Carlo Martellini - Europe du Sud Kenya - Gabbriel Omolo Ouma - Afrique Lettonie - Arturs Mihailovs - Europe du Nord Liban - Anthony Hakim - Europe du Sud Liberia - Emmet Massaquoi - Afrique Lituanie - Gintaras Kuculis - Europe du Nord Macédoine - Gjorgi Filipov - Europe du Sud Malte - David Camenzuli - Europe du Sud Mexique - Jorge Aceves - Amériques Pays-Bas - Quintin Colicchia - Europe du Nord Nigeria - Ikenna Bryan Okwara - Afrique | Irlande du Nord - Ross Lauder - Europe du Nord Norvège - Sivert Aassve - Europe du Nord Panama - Diego Cedeño - Amériques Philippines - Emmanuel Mago - Asie Pacifique Pologne - Daniel Madej - Europe du Nord Porto Rico - Romeo Quiñones - Antilles Roumanie - Razvan Dobre - Europe du Sud Russie - Roman Demchenko - Europe du Nord Singapour - Reuben Kee - Asie Pacifique Afrique du Sud - Dieter Voigt - Afrique Espagne - Juan García Postigo - Europe du Sud Sri Lanka - Shibani Shaban Basiron - Asie Pacifique Turquie - Ertem Eser - Europe du Sud Ukraine - Ievgen Dudin - Europe de l'Est États-Unis - Travis Alexander Kraft - Amérique du Nord Venezuela - Vito Gasparrini Domínguez - Amérique Centrale Viêt Nam - Ho Duc Vinh - Asie Pacifique Pays de Galles - Leigh Brookman - Europe du Nord |